# Calapor
Calapor là một thị trấn thống kê (census town) của quận North Goa thuộc bang Goa, Ấn Độ.

## Nhân khẩu
Theo điều tra dân số năm 2001 của Ấn Độ, Calapor có dân số 11.823 người. Phái nam chiếm 50% tổng số dân và phái nữ chiếm 50%. Calapor có tỷ lệ 80% biết đọc biết viết, cao hơn tỷ lệ trung bình toàn quốc là 59,5%: tỷ lệ cho phái nam là 85%, và tỷ lệ cho phái nữ là 76%. Tại Calapor, 10% dân số nhỏ hơn 6 tuổi.